# Zaher Midani
Mohamad Zaher Al-Gunami Al-Midani w skrócie Zaher Midani (arab. زاهر ميداني; ur. 13 kwietnia 1989 w Damaszku) – syryjski piłkarz grający na pozycji pomocnika. Od 2016 jest zawodnikiem klubu Al-Quwa Al-Jawiya.

## Kariera piłkarska
Swoją karierę piłkarską Midani rozpoczął w klubie Al-Majd Damaszek, w którym w 2005 roku zadebiutował w pierwszej lidze syryjskiej. W sezonie 2007/2008 wywalczył z nim wicemistrzostwo Syrii. W 2011 roku odszedł do Al-Shorta Damaszek i w sezonie 2011/2012 został z nim mistrzem kraju.
W 2012 roku Midani wyjechał do Iraku i został piłkarzem klubu Al-Zawraa. W sezonie 2014/2015 grał w Al-Quwa Al-Jawiya. Wówczas wywalczył z nim wicemistrzostwo Iraku. W sezonie 2015/2016 ponownie grał w Al-Zawraa i został z nim mistrzem kraju. W 2016 wrócił do Al-Quwa Al-Jawiya. W sezonie 2016/2017 wywalczył z nim tytuł mistrzowski, a w sezonie 2017/2018 - wicemistrzostwo Iraku.

## Kariera reprezentacyjna
W reprezentacji Syrii Midani zadebiutował 7 sierpnia 2008 w zremisowanym 0:0 meczu Pucharu Azji Zachodniej 2008 z Jordanią. W 2019 roku powołano go do kadry na Puchar Azji.